# Santuario di Caruberto
Il Santuario di Santa Maria Nascente è un luogo di culto cattolico situato a Caruberto, frazione del comune di San Martino del Lago, in provincia e diocesi di Cremona.

## Storia
Non vi sono informazioni precise riguardo all'anno di costruzione della chiesa di Santa Maria in Caruberto. La presenza al suo interno di un affresco datato 1423 ed il fatto che sia uno dei meno antichi, fanno propendere gli esperti per una datazione collocabile tra la fine del XIV secolo e gli inizi del XV secolo. Eretta a parrocchia nel 1451, confluì nella parrocchia di Sant'Agata di San Martino del Lago il 17 luglio 1986 con decreto di monsignor Enrico Assi vescovo di Cremona.
Le dimensioni troppo grandi se si considera il limitato numero di abitanti della frazione, sono dimostrazione della grande devozione della gente della zona che da sempre ne fa una meta di pellegrinaggio.

## Descrizione
La costruzione trecentesca in laterizio presenta una facciata a capanna con una decorazione ad archetti pensili che corre lungo la cornice superiore. L'interno a navata unica è decorato con circa quaranta affreschi trecenteschi e quattrocenteschi con influenze nordiche che hanno carattere di ex voto commissionati dalle famiglie nobili del Casalasco. Gli affreschi vennero coperti dalla calce durante il periodo delle pestilenze e vennero riportati alla luce tra il 1920 e il 1930. La maggior parte di essi è a soggetto mariano mentre vi è una raffigurazione di Cristo alla colonna in quanto la chiesa era frequentata anche dalla Congregazione dei Flagellanti. Tra la fine dell'Ottocento e la prima metà del Novecento vennero ricavate nelle pareti alcune nicchie per collocarvi statue di santi; tali lavori danneggiarono parte degli antichi affreschi.
Il soffitto a capriate è nascosto da un controsoffitto in legno dipinto installato nel 1700, per la cui realizzazione si rese cieco il rosone della facciata e venne aperta al suo posto una finestra rettangolare che favorisse l'illuminazione dell'interno. La volta del presbiterio è decorata con affreschi molto antichi. La sacrestia ha un soffitto a crociera con costoloni.
La pavimentazione originaria era più bassa di quella attuale.
La torre nolare attualmente in stile neoclassico è stata modificata nel 1847.
L'usura del tempo, i danni provocati dall'umidità del luogo sommati a quelli derivanti dai lavori di restauro del 1930 hanno reso necessari in tempi recenti (2004-2012) gli interventi conservativi che, anche grazie all'amore per l'arte del parroco don Arnaldo Peternazzi, ci consentono tutt'oggi di ammirare questo capolavoro.
Dal 4 luglio 2021 la chiesa custodisce anche cinque opere pittoriche realizzate da alcuni allievi dell’Accademia di Belle Arti SantaGiulia di Brescia. Si tratta di quattro pale raffiguranti le madri coraggio brasiliane e un tondo che rappresenta don Arnaldo Peternazzi, la tecnica usata è quella dell’olio su tela e sono frutto di un progetto in service learning in collaborazione con l’associazione Amici del Brasile Onlus.

## Galleria d'immagini

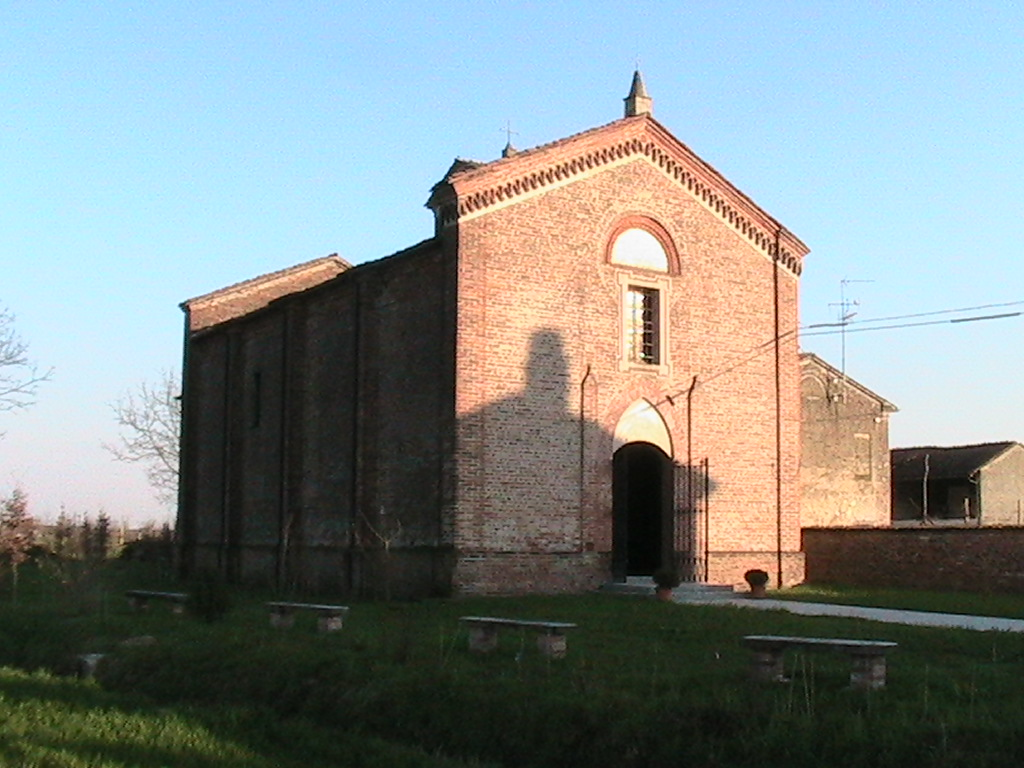
Esterno del Santuario di Caruberto con l'ex casa canonica
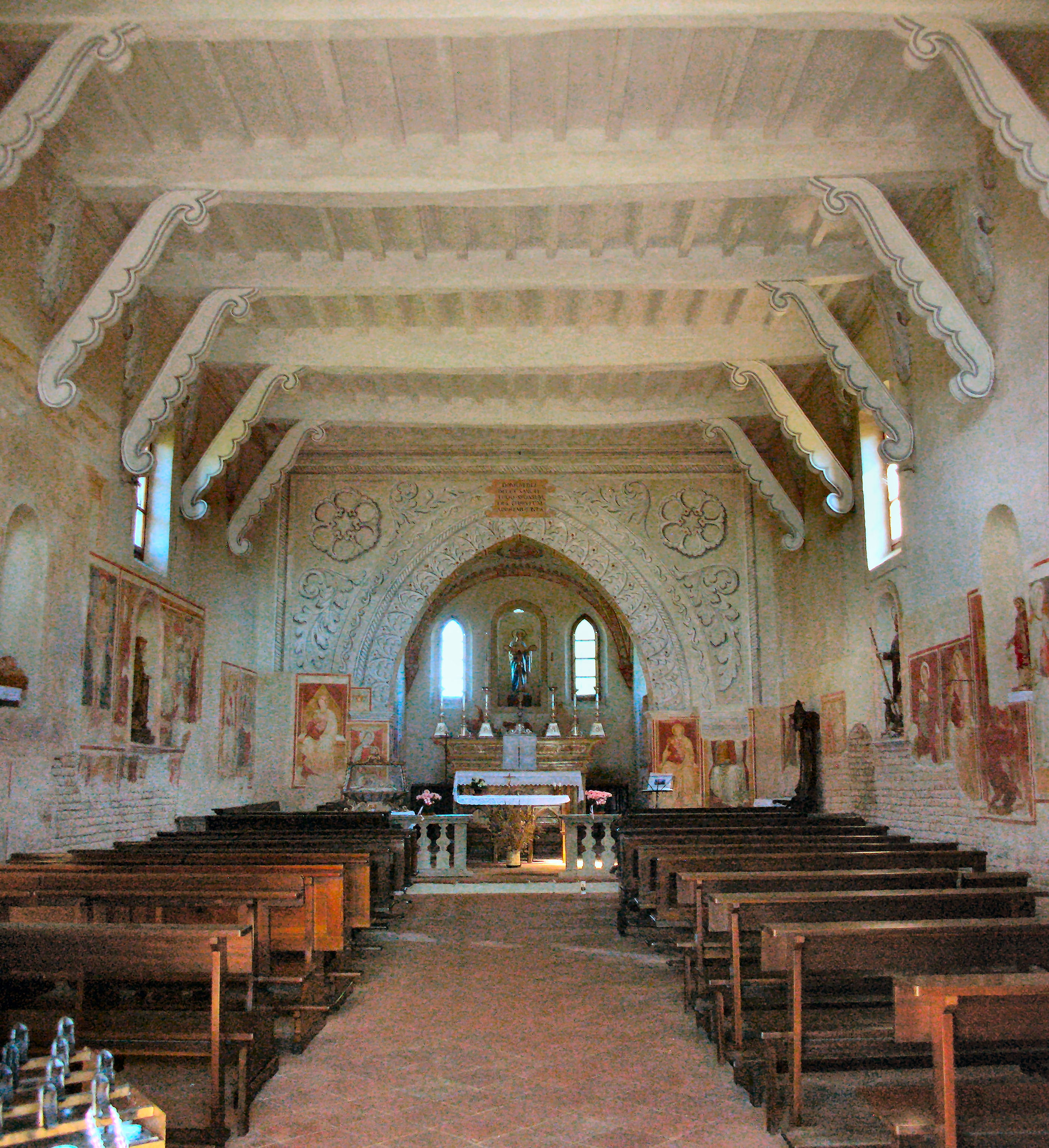
Santa Maria di Caruberto - Interno
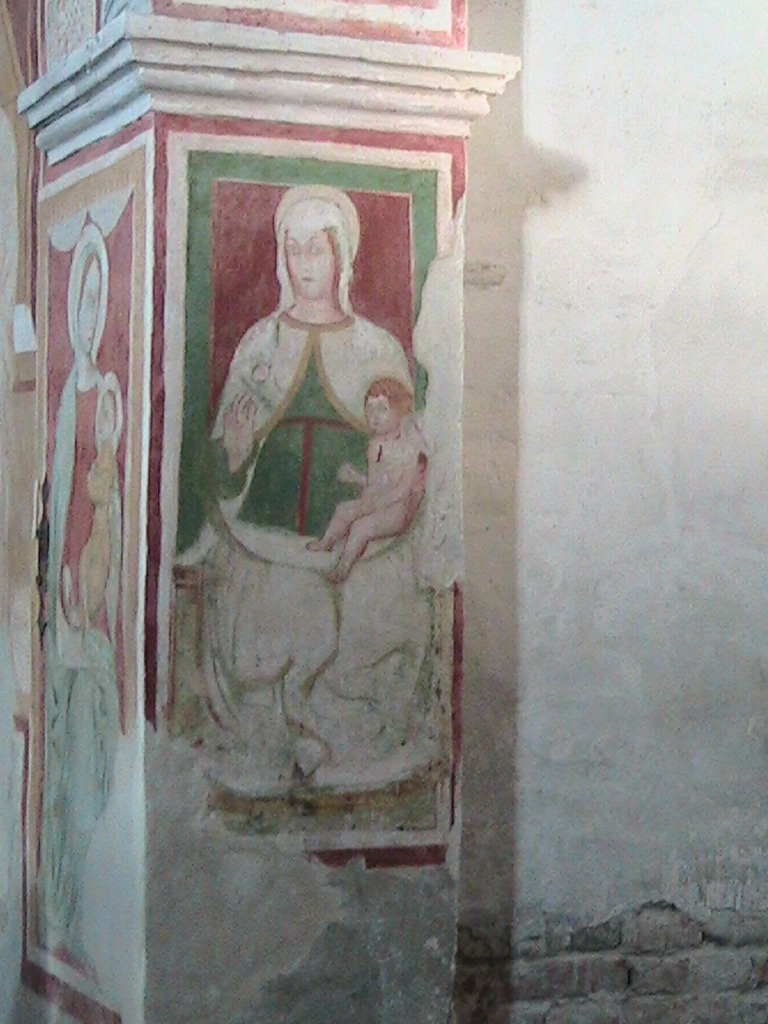
Affreschi - Madonne in trono con Gesù Bambino
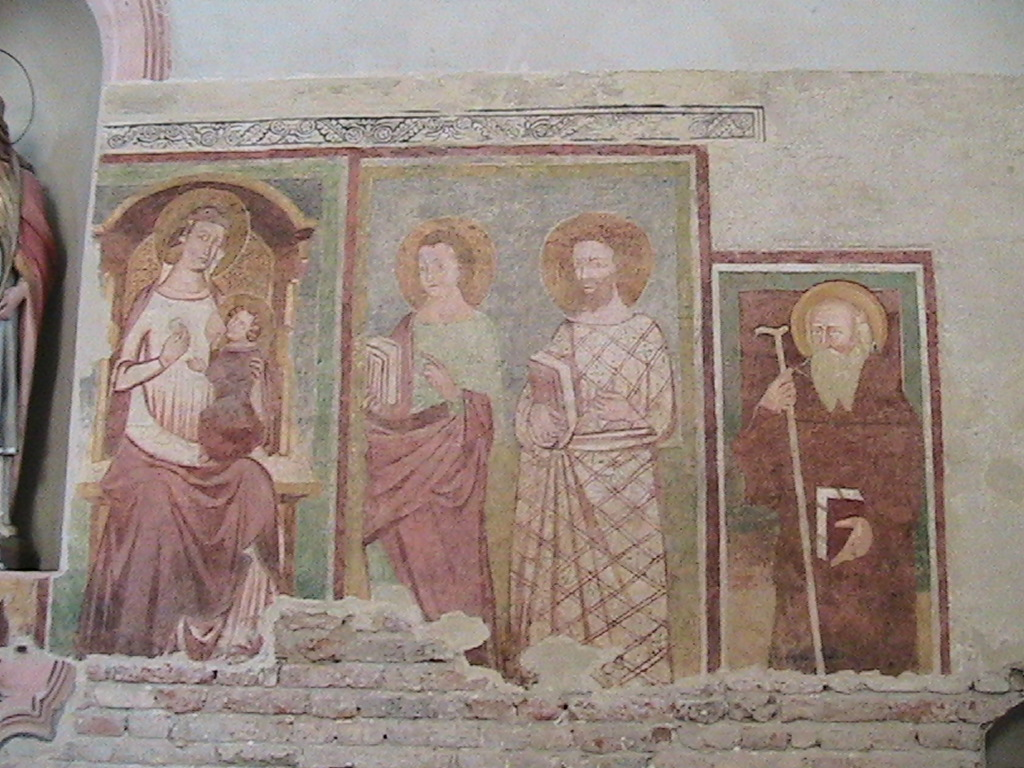
Affreschi - Madonna assisa con Gesù Bambino, i Santi Evangelisti Giovanni e Matteo, Sant'Antonio Abate.
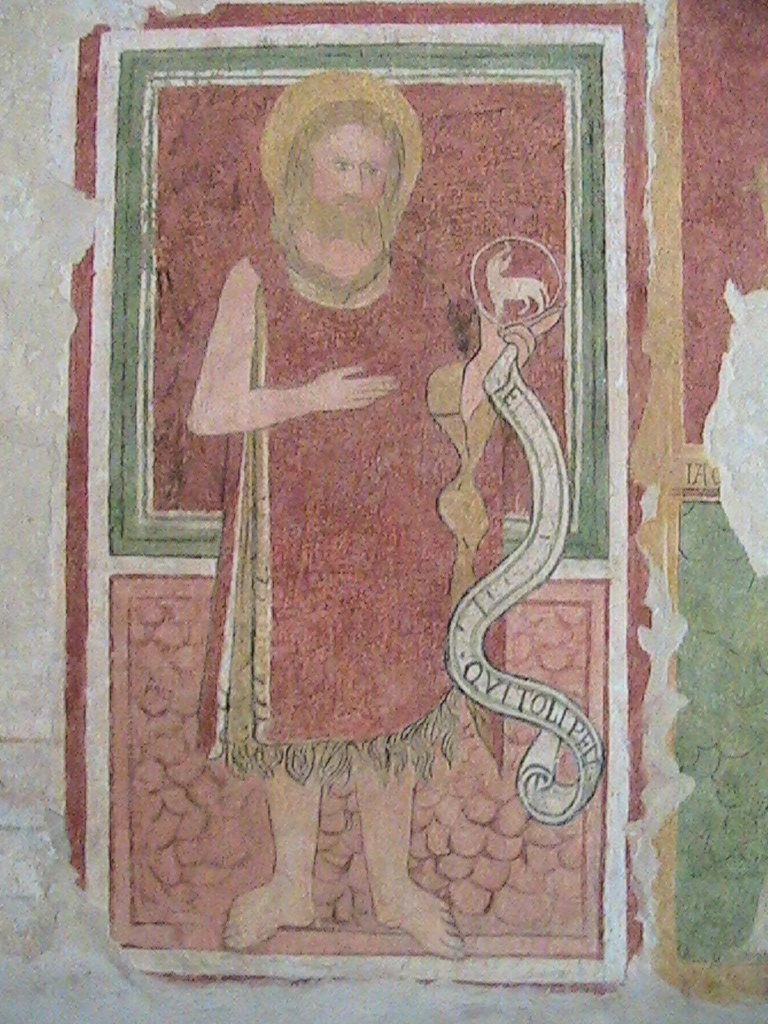
Affreschi - San Giovanni Battista
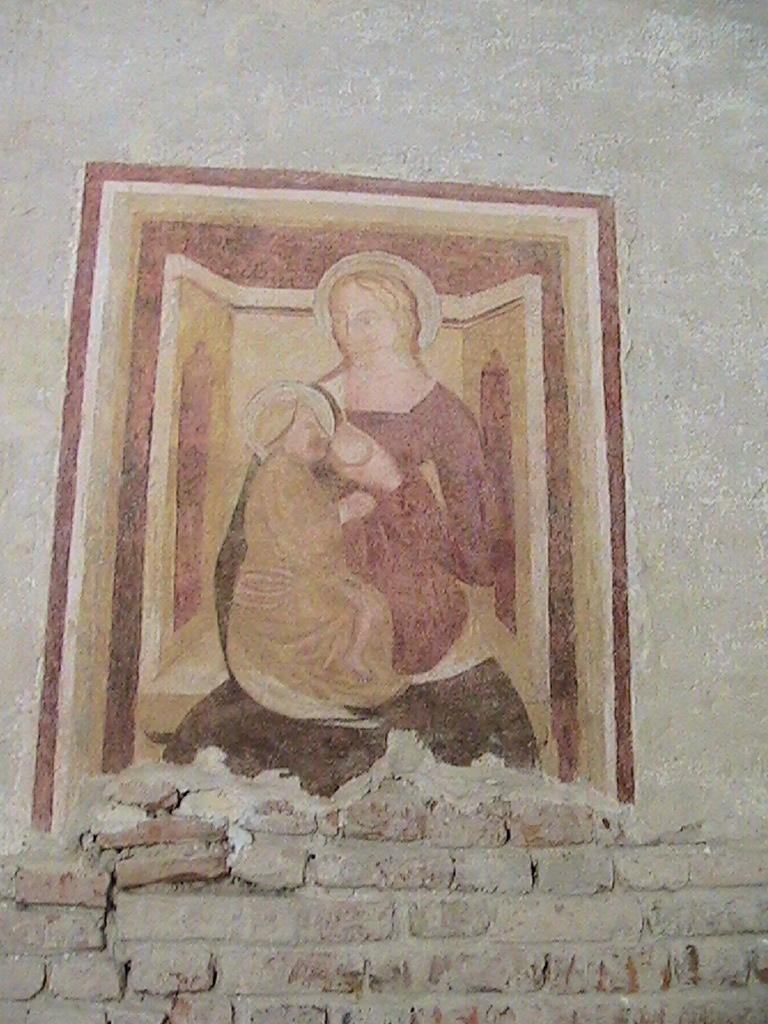
Affreschi - Madonna del Latte
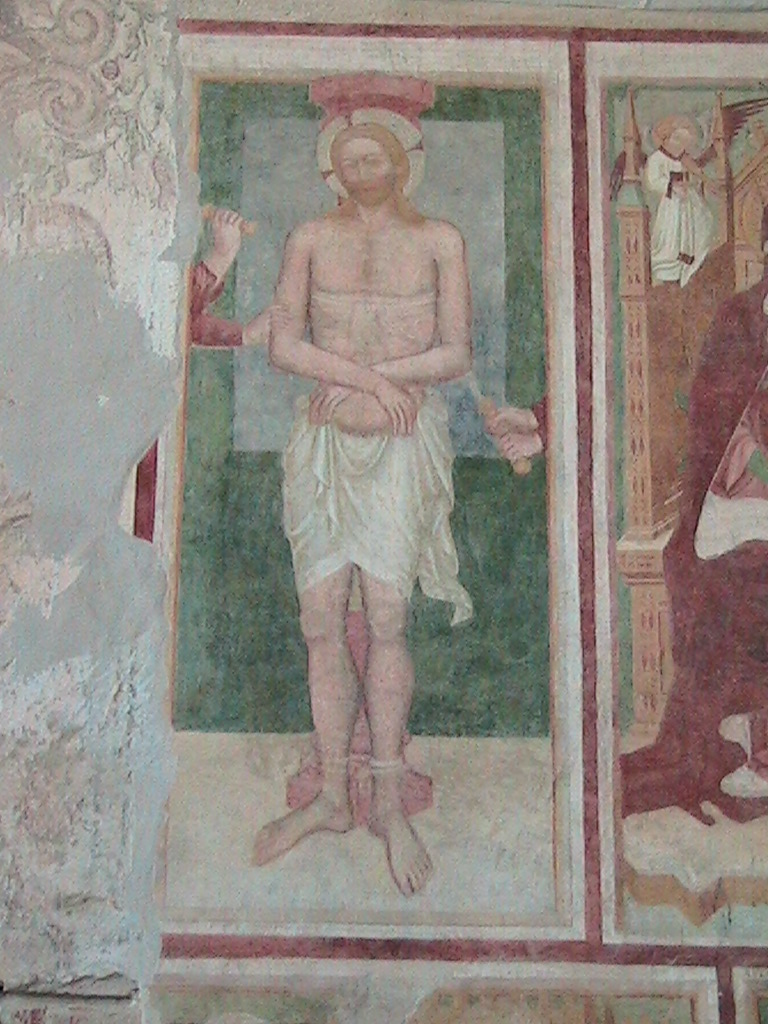
Affreschi - Gesù alla colonna
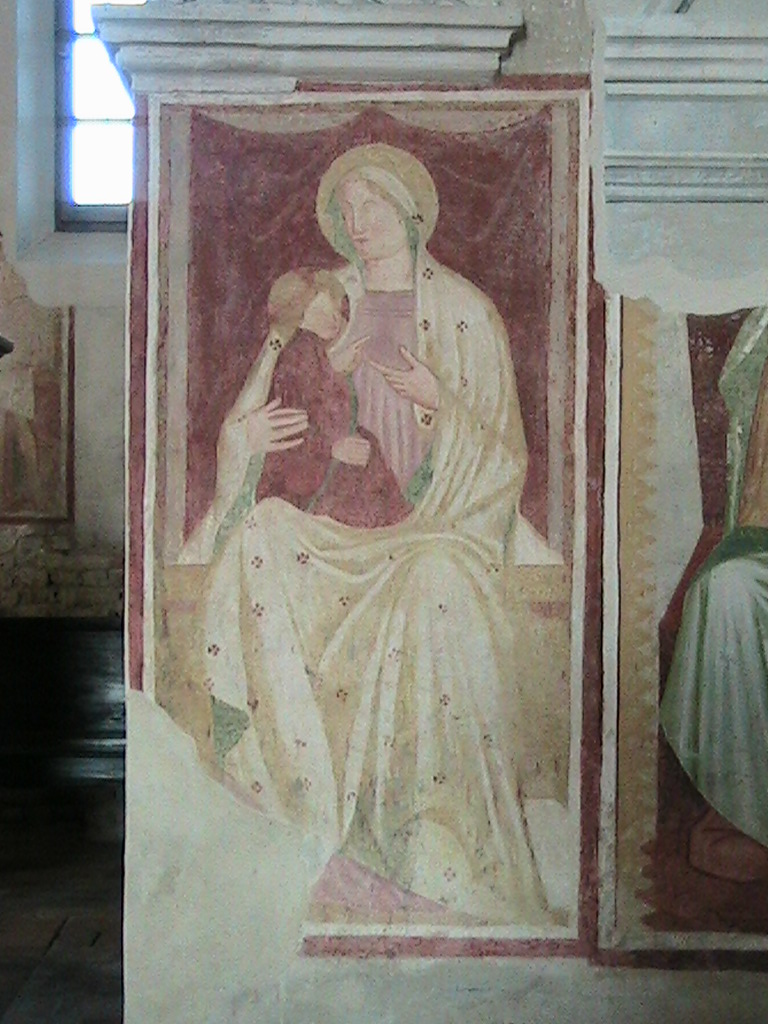
Affreschi - Madonna con Bambino
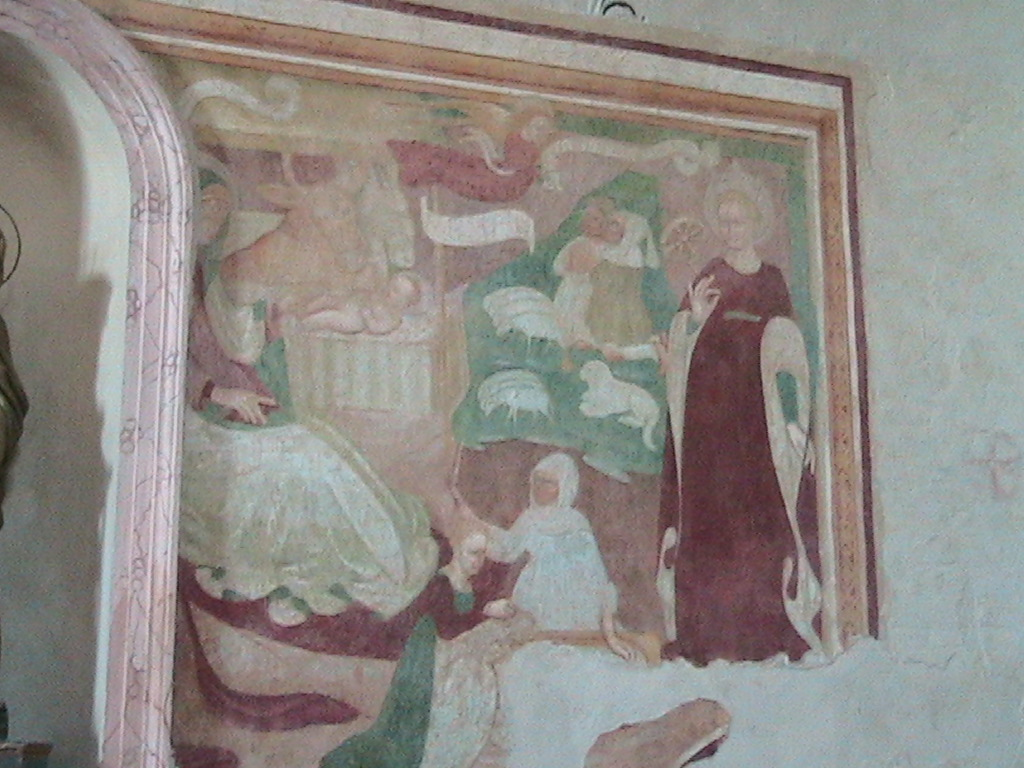
Affreschi - Natività con Santa Caterina d'Alessandria